# Plover (Wisconsin)
Plover – wieś w Stanach Zjednoczonych, w stanie Wisconsin, w hrabstwie Portage.